# Campylocheta angustifrons
Campylocheta angustifrons là một loài ruồi trong họ Tachinidae.